# Paryż płonie
Paryż płonie (ang. Paris Is Burning) – amerykański film dokumentalny z 1990 r. w reżyserii Jennie Livingston. Obraz kręcony był od połowy do końca lat 80. Film ukazuje nowojorską scenę balową, a także życie społeczności afroamerykańskich, latynoskich, gejowskich i transpłciowych zaangażowanych w tworzenie bali. Dokument uważany jest za bezcenną kronikę schyłku „złotego wieku” nowojorskiego środowiska drag queen, a także za wyczerpujący komentarz na tematy rasy, klasy społecznej, płci i seksualności w Stanach Zjednoczonych.
W 2016 r. Biblioteka Kongresu Stanów Zjednoczonych umieściła film na liście dziedzictwa kulturowego National Film Registry jako dzieło „znaczącego pod względem kulturowym, historycznym i estetycznym”.

## Koncepcja i produkcja
Jennie Livingston studiowała fotografię i malarstwo na Uniwersytecie Yale. Po przeprowadzce do Nowego Jorku pracowała w lokalnej gazecie, “The Staten Island Advance”, aż w końcu rozpoczęła studia filmowe na Uniwersytecie Nowojorskim w Greenwich Village. Pewnego dnia, podczas fotografowania w Washington Square Park spotkała dwóch młodych mężczyzn, którzy zaciekawili ją swoimi ruchami i niespotykanym slangiem. Livingston zapytała ich co robią, na co ci odparli, że tańczą voguing. Niedługo później kobieta wybrała się na swój pierwszy bal, a raczej mini bal odbywający się w Gay Community Center na 13. ulicy z zamiarem nakręcenia materiału będącego jednocześnie pracą zaliczeniową. Właśnie tam zobaczyła Venus Xtravaganzę, jedną z bohaterek swojego późniejszego dokumentu.
Chcąc dowiedzieć się więcej o scenie balowej i voguingu, Livingston nawiązała kontakt z Willim Ninją, amerykańskim tancerzem i choreografem, który odpowiedział na nurtujące ją pytania. Aby poszerzyć swoją wiedzę, reżyserka dokształcała się w zakresie historii, literatury i kultury społeczności afroamerykańskiej, a także kultury środowiska LGBTQ+ i subkultur. Przeprowadziła także wywiady z kilkoma osobami związanymi z balami: Venus i Dani Xtravaganza, Dorian Corey, Juniorem LaBeija, Octavią St. Laurent i innymi. Najważniejsze zdjęcia (które Livingston sama sfinansowała) zostały wykonane na balu nazwanym "Paris Is Burning" w 1986 r. Wykorzystując ten materiał Jennie Livingston i Jonathan Oppenheim stworzyli zwiastun, dzięki któremu produkcja zyskała fundusze z kilku grantów (m.in. National Endowment for the Arts, the New York State Council on the Arts, The Paul Robenson Fund i grantu Jerome Foundation). W końcu zwiastun zobaczył Madison Davis Lacy, szef publicznej stacji telewizyjnej WNYC, który wsparł produkcję kwotą 125 tysięcy dolarów. Filmowcy potrzebowali jednak dodatkowych nakładów na opłacenie montażu. To przedsięwzięcie sfinansował producent wykonawczy Nigel Finch zajmujący się programem Arena w BBC-2.
W 1989 r. zostały podjęte dodatkowe działania produkcyjne, które miały na celu przedstawienie historii voguingu wkraczającego na salony mainstreamowej kultury popularnej, a także opowiedzenie o międzynarodowym sukcesie tanecznym Williego i morderstwie Venus Xtravaganzy (jak dotąd nierozwiązanym). Twórcy przeprowadzili również dodatkowy wywiad z Dorian Corey na temat executive realness (konkurencji podczas której uczestnicy balów muszą zaprezentować jak najbardziej realistyczny wizerunek biznesowy), shade’u (komentowania innych uczestników bali w pozornie obraźliwy sposób) i readingu (wytykania innym niedoskonałości w dowcipny i inteligentny sposób). 78-minutowy film został zmontowany z 75 godzin materiału. Nakręcono go na 16-milimetrowej taśmie, jedynym i drogim medium używanym przez dokumentalistów w połowie lat 80. Stworzenie dokumentu zajęło siedem lat, głównie z powodu problemów z finansowaniem (ostatecznie pozyskanym z ponad 10 różnych źródeł).
Nawet po ukończeniu montażu producenci potrzebowali dodatkowych funduszy na opłacenie pozwoleń muzycznych z racji tego, że podczas bali wykorzystywanych było wiele różnorodnych utworów. Uzyskanie takich pozwoleń kosztowało niemal tyle samo co nakręcenie i zmontowanie całego filmu.

## Zawartość filmu
Film opowiada o misternie zaplanowanych konkursowych balach, podczas których uczestnicy mają „chodzić” po scenie jak modelki i modele po wybiegu. Dodatkowym wymaganiem jest, aby każdy zawodnik dostosował się do zadanej „kategorii”, czy motywu przewodniego. Występujący podczas bali są oceniani pod kątem talentu tanecznego, stroju i „prawdziwości” (realness) swojej kreacji (tyczy się to tworzenia złudzenia, że dana osoba jest przedstawicielem płci przeciwnej, którą stara się ukazać swoim strojem, makijażem i fryzurą). W jednej z kategorii, banjee realness, homoseksualni mężczyźni mają za zadanie sportretować archetyp macho jako żeglarza, żołnierza, czy ulicznego gangstera. „Chłopcy banjee” są oceniani za swoje podobieństwo do heteroseksualnych mężczyzn, którzy w społeczeństwie niezwiązanym z kulturą LBGTQ+ uchodzą za playboyów.
Większość filmu naprzemiennie przedstawia nagrania z balów i wywiadów ze znaczącymi członkami sceny balowej, np. z Pepper LaBeiją, Dorian Corey, Angie Xtravaganzą i Willim Ninją. Wielu zawodników walczących o trofea jest przedstawicielami „domów”, czyli rodzin wybranych z własnej woli, grup społecznych i drużyn artystycznych. Domy, a także uczestnicy balów którzy wygrywają wiele nagród za swoje „chodzenie” osiągają ostatecznie status legend.
Jennie Livingston, która po ukończeniu Yale przeniosła się do Nowego Jorku, aby pracować w przemyśle filmowym, spędziła 6 lat na tworzeniu Paryż płonie – w tym czasie przeprowadziła wywiady z czołowymi przedstawicielami świata bali. Wypowiedzi tych osób, wielokrotnie związane z ich własnymi historiami życiowymi, rzucają zupełnie nowe światło na role płciowe, kulturę homoseksualną i subkulturę balową. Film wyjaśnia, jak słowa takie jak „dom”, „matka”, shade, reading, i „legendarny” zyskały nowe znaczenie dzięki ich nowatorskiemu użyciu do opisania społeczności drag queens i LGBTQ+. „Domy” funkcjonowały (i wciąż funkcjonują) jak rodziny zastępcze dla młodych uczestników balów, którzy doświadczali odrzucenia ze strony rodzin biologicznych nie akceptujących takiego sposobu wyrażania płci i orientacji innej niż heteroseksualna.
Dokument opowiada także o tym, jak jego bohaterowie radzili sobie z problemami dotyczącymi AIDS, rasizmu, biedy, przemocy i homofobii. Niektórzy (np. Venus Xtravaganza) uciekali się do prostytucji, aby zapewnić sobie dochody. (Pod koniec filmu widzowie mają szansę zobaczyć reakcję Angie Xtravaganzy, „matki” Venus, na wiadomość o uduszeniu „córki”. Angie sugeruje, że mógł to zrobić niezadowolony klient). Inni kradli ubrania, które później zakładali na bale. Wiele osób zostało wydziedziczonych przez trans- i homofobicznych rodziców, co naraziło ich na bezdomność. Transpłciowi bohaterowie przechodzili całkowitą korektę płci, bądź zbierali fundusze na operację. Część z nich stosowała implanty piersi, lecz nie wykonywała waginoplastyki.
Według Livingston film to wielowymiarowy reportaż na temat afroamerykańskich i latynoskich społeczności, które funkcjonują w szerszym kontekście amerykańskiej kultury jako mikroświaty wypełnione sławą, bogactwem i kwestiami rasowymi. Prezentowane w dokumencie szczere wywiady oferują wgląd w życie i problemy bohaterów, jak też w ich siłę, dumę i poczucie humoru, które jest niezbędne do przetrwania w „świecie białych bogaczy”.
Wystąpienia w przebraniu przedstawione są jako złożone akty wykorzystujące kwestie płciowe, klasowe i rasowe, a także jako sposób na wyrażenie swojej tożsamości, pragnień i aspiracji. Wspomniane wcześniej społeczności afroamerykańskie i latynoskie uwiecznione w produkcji kipią od różnorodnych orientacji seksualnych i płciowych ekspresji, poczynając od butch queens (homoseksualnych cispłciowych mężczyzn), transpłciowych kobiet i drag queens, na butch women (kobietach okazujących wysoki poziom męskości) kończąc.
Film dokumentuje również powstanie voguingu, tj. stylu tanecznego prezentowanego przez uczestników bali i polegającego na pozowaniu i zastyganiu w efektownych pozach przypominających sesje zdjęciowe dla magazynu „Vogue”.
W 1991 r. Livingston podkreśliła jednak, że jej dzieło nie traktuje wyłącznie o tańcu:
„Ten film powinien koniecznie zobaczyć każdy, nie ważne jakiej jest orientacji. Mówi on o wpływie mediów na nasze życie; o tym jak próbujemy dorównać medialnym wymaganiom, czy to przez chęć wyglądania jak modelki z „Vogue’a”, czy przez posiadanie drogiego samochodu. Jeden z tematów, który mój dokument także podejmuje to przetrwanie. Przetrwanie tych, którzy pomimo uprzedzeń jakie świat prezentuje w stosunku do nich potrafią żyć mądrze, energicznie oraz z humorem i godnością”.

## Kontrowersje
Film otrzymał fundusze od niezależnej amerykańskiej agencji National Endowment for the Arts w czasie, kiedy ta organizacja była krytykowana za wspieranie kontrowersyjnych artystów takich jak Robert Mapplethorpe czy Andres Serrano. Livingston była świadoma, że rozgłos otaczający jej projekt może skutkować wycofaniem grantu, więc unikała ujawniania zbyt wielu szczegółów osobom spoza najbliższego kręgu jej współpracowników.
Chociaż nie było to wcześniej ustalone, producenci postanowili rozdzielić około 55 tys. dolarów (1/5 ze sprzedaży filmu wytwórni Miramax) pomiędzy 13 bohaterów dokumentu. Dorian Corey i Will Ninja zadowolili się swoimi zyskami, ale inni zatrudnili prawników, aby wynegocjować stawki będące częścią dochodu filmu za rok 1991. Okazało się jednak, że każda z nagrywanych osób podpisała zgodę na komercyjne wykorzystanie swojego wizerunku przez WNYC Television; musieli oni zatem zaakceptować oferowane wynagrodzenia i zrezygnować z pozwów (Paris Dupree planowała uzyskać 40 milionów dolarów wynagrodzenia).
Livingston wielokrotnie umniejszała znaczenie kontrowersji finansowych w procesie produkcji filmu mówiąc, że filmy dokumentalne były i są niejako dziennikarskimi reportażami, nie fikcyjnymi dziełami i w związku z tym ich bohaterom często się nie płaci. Zwracała także uwagę na fakt, że główne postacie zostały opłacone chociaż nie było to w zwyczaju ówczesnych producentów; co więcej, wynagrodzenie było rzekomo o wiele większe niż to, które otrzymaliby aktorzy specjalnie zatrudnieni na potrzeby niezależnego filmu.
Po premierze, dokument został entuzjastycznie przyjęty przez krytyków i zdobył kilka nagród włączając w to nagrodę Grand Jury Prize na Sundance Film Festival, Teddy Award na Międzynarodowym Festiwalu Filmowym w Berlinie, nagrodę publiczności na Międzynarodowym Festiwalu Filmowym w Toronto, GLAAD Media Award, a także nagrodę Crystal Award od organizacji Women in Film. Produkcja została również uhonorowana tytułem Najlepszego Dokumentu przez Stowarzyszenie Krytyków Filmowych z Nowego Jorku i Los Angeles. Gazety „Los Angeles Times” i „The Washington Post”, a także organizacja radiowa National Public Radio, magazyn „Times” i inni umieścili dzieło Livingston na listach najlepszych filmów roku 1991.
Paryż płonie nie otrzymał jednak Nagrody Akademii Filmowej, co wzmogło poczucie, że niektóre tematy są pomijane przy oscarowej selekcji. Doprowadziło to do zmian w zasadach nominowania dokumentów do przyznania Oscara.
Po upływie ponad dwudziestu lat film Paryż płonie wciąż motywuje homoseksualną i transpłciową młodzież do walki o swoje prawa, a także punktem wyjściowym do badania problematyki rasowej, klasowej i płciowej przez naukowców i studentów. Dzięki dokumentowi młodzi uczestnicy balów mogą poznać swoich poprzedników, którzy jawią się na ekranie jako prawdziwie wyjątkowi Amerykanie i których sława w środowisku LGBTQ+ (jak też poza nim) nie przemija nawet po ich śmierci.

## Odbiór krytyków

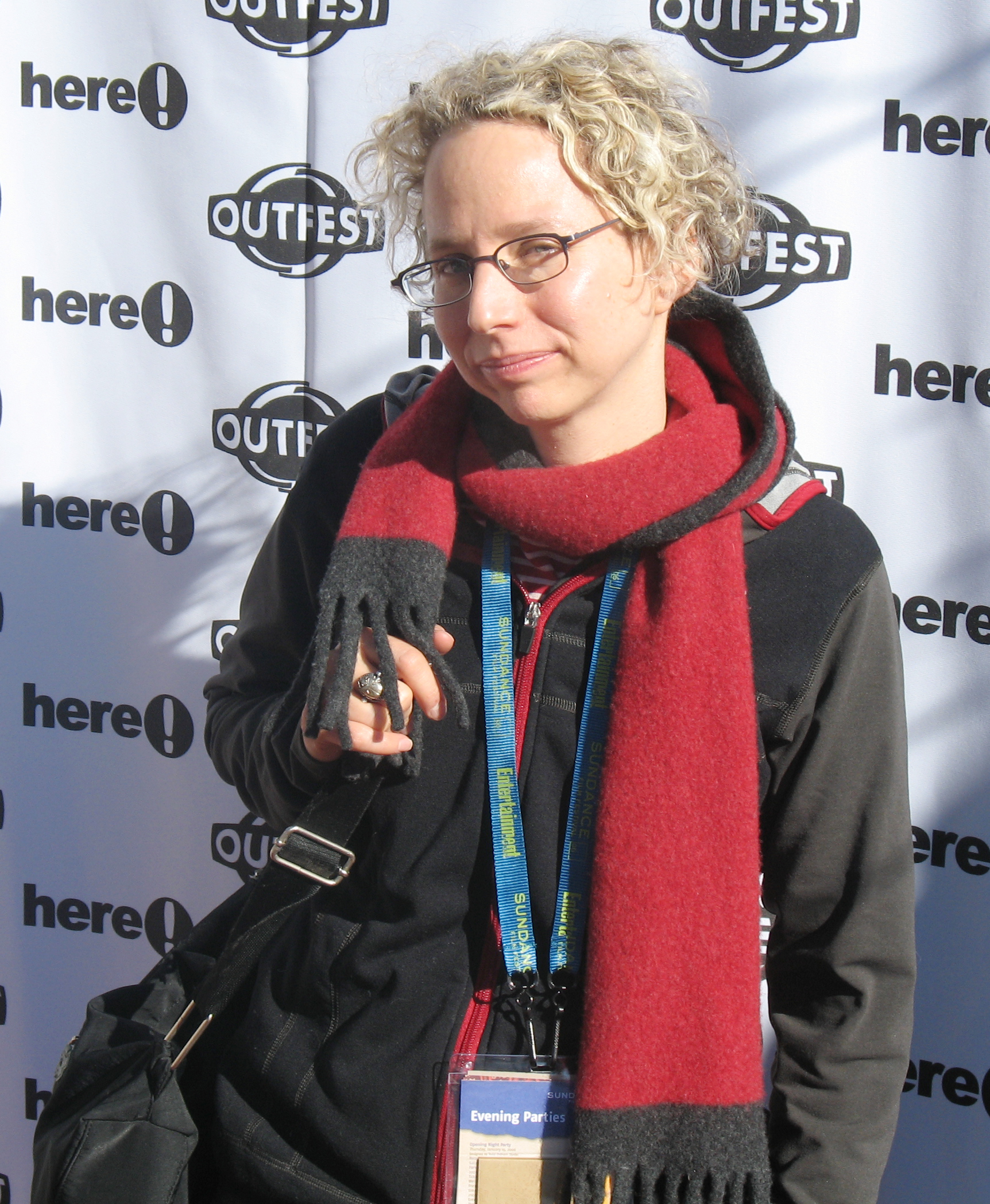
Reżyserka filmu “Paryż płonie”, Jennie Livingston

Film otrzymał nadzwyczaj pozytywne recenzje, zarówno w mainstreamowej jak i niezależnej prasie – był to prawdziwy precedens, ponieważ produkcje skupione na tematyce LGBTQ+ nie zyskiwały wówczas takiego rozgłosu. Dziennikarz „The New Yorker”, Terrence Rafferty, powiedział, że dokument to „piękne i wyczerpujące dzieło sztuki – pełne życia i inteligencji […]. Wszystko w Paryż płonie krzyczy otwarcie, że nasze kategorie, te skrupulatnie zestawiane tezy i antytezy, mnożą się szybko i poza naszą kontrolą. Najpiękniejszy w tym wszystkim jest fakt, że Livingston nie sprowadza swoich bohaterów do sumy ich możliwych znaczeń […]”. Twórczyni filmowa Michelle Parkerson publikująca w „The Black Film Review” nazwała film „politycznie przenikliwą i historycznie istotną dokumentacją naszych niepewnych czasów”. Również Essex Hemphill, poeta znany z roli w filmie „Tongues United” autorstwa Marlona Riggsa, pozytywnie odniósł się do produkcji w swojej recenzji dla „Guardiana”; docenił rolę jaką dokument odegrał w tworzeniu przestrzeni dla ludzi, którzy chcą mówić o sobie otwarcie. Hemphill napisał: „Powstają domy z jedwabiu i gabardyny. Domy zrobione z marzeń i fantazji. Domy noszące imiona swoich legendarnych założycieli […] Domy są wznoszone i burzone. Legendy przychodzą i odchodzą. Pozowanie to wyraz jednoczesnego trzymania władzy blisko, a bezsilności na dystans”.
Pisząca dla „Z Magazine” feministyczna autorka bell hooks skrytykowała film za przedstawianie balowych rytuałów jako spektakli mających na celu “zadowolenie” białych widzów. Judith Butler i Phillip Harper skupili się na ocenie drag queens, które pragną występować i prezentować się realistycznie w danej kategorii. To zjawisko, zwane realness, może być definiowane jako zdolność do przywłaszczenia sobie autentycznego wyrażenia danej płci. Drag queens, które występują w różnorodnych kategoriach na balach (np. jako uczennice lub managerki) są nagradzane za wierne odwzorowanie rzeczywistego pierwowzoru. Głównym celem uczestników i uczestniczek jest zatem odwzorowanie konwencjonalnych roli płciowych, a także ich jednoczesne kwestionowanie.

hooks powołała się także na własne eksperymenty z kulturą drag i zakwestionowała polityczną skuteczność balów sugerując, że brakuje im politycznej, artystycznej i społecznej ważności. hooks odniosła się krytycznie zarówno do produkcji jak i homoseksualnych mężczyzn występujących jako drag queens poprzez stwierdzenie, że taki rodzaj ekspresji jest mizoginistyczny i poniżający w stosunku do kobiet. Butler odniosła się do zarzutów hooks w swojej publikacji „Bodies that Matter: On the Discursive Limits of „Sex”” pisząc:
“Problemem pojawiającym się przy interpretacji wystąpień drag queens jako mizoginistycznych jest to, że tranzycje płciowe na linii mężczyzna-kobieta, przebieranie się za przedstawicieli innej płci, czy kultura drag odczytywane są jako zajęcia typowe dla homoseksualnych mężczyzn. Wszystkie wymienione aktywności nie zawsze są typowo męskie, a takie ich analizowanie przyczynia się do odczytywania homoseksualności jako zakorzenionej w mizoginii”.
Zarówno hooks jak i Harper skrytykowały Jennie Livingston, która jest białą kobietą pochodzenia żydowskiego określającą się jako osoba queer kontestująca role płciowe, za jej nieobecność w filmie. Chociaż widzowie mogą kilkukrotnie usłyszeć w produkcji głos reżyserki, jej jednoczesna fizyczna nieobecność i rola jaką odgrywa w kierowaniu perspektywą odbiorców tworzy zjawisko, które hooks nazywa „Imperial Oversee(r)”, a które polega na niemal kolonialnym podporządkowaniu sobie przez twórcę osób należących do pewnych mniejszości.
Wiele lat po premierze filmu widzowie i krytycy wciąż mówią i piszą o “Paryż płonie”. W 2013 r. naukowiec z Uniwersytetu Kalifornijskiego w Irvine, Lucas Hilderbrand, wydał książkę zatytułowaną „Paris Is Burning, A Queer Film Classic” (Arsenal Pulp Press), która dokumentuje historię i produkcję filmu, a także jego odbiór i wpływ na kulturę. W 2017 r. Wesley Morris, dziennikarz „New York Timesa” publikujący w dziale poświęconym dzieciom, umieścił film na liście pt.: „12 filmów, które musisz zobaczyć przed skończeniem 13 lat”. Dokument został wymieniony razem z takimi produkcjami jak „Księżniczka Mononoke”, „Czarnoksiężnik z krainy Oz”, czy „Rób, co należy” Spike’a Lee. Morris skomentował swoją decyzję w następujący sposób: „zobaczenie tego dokumentu tak szybko jak to tylko możliwe sprawi, że sens głębokiego człowieczeństwa ukazanego w tym filmie będzie was bawić, zaskakiwać i doprowadzać do rozpaczy przez resztę waszego życia.”

## Nagrody
- 1990 – nagroda IDA Award, International Documentary Association
- 1990 – nagroda LAFCA dla najlepszego filmu dokumentalnego, Stowarzyszenie Krytyków Filmowych z Los Angeles
- 1990 – Nagroda Publiczności dla najlepszego filmu dokumentalnego, San Francisco International Lesbian & Gay Film Festival
- 1991 – Grand Prix Jury: Film Dokumentalny, Sundance Film Festival
- 1991 – nagroda Teddy dla najlepszego filmu dokumentalnego, Międzynarodowy Festiwal Filmowy w Berlinie
- 1991 – nagroda Bostońskiego Stowarzyszenia Krytyków Filmowych (BSFC) dla najlepszego filmu dokumentalnego
- 1991 – Nagroda „Open Palm”, Gotham Awards
- 1991 – nagroda NYFCC dla najlepszego filmu dokumentalnego, Stowarzyszenie Nowojorskich Krytyków Filmowych
- 1991 – nagroda Golden Space Needle dla najlepszego filmu dokumentalnego, Międzynarodowy Festiwal Filmowy w Seattle
- 1992 – nagroda GLAAD Media dla najlepszego filmu dokumentalnego, GLAAD Media
- 1992 – nagroda NSFC dla najlepszego filmu dokumentalnego, Amerykańskie Stowarzyszenie Krytyków Filmowych
- 2015 – nagroda Cinema Eye Honours Legacy
- 2016 – dodanie filmu na listę National Film Registry[15]